# 湄洲湾北岸经济开发区
湄洲湾北岸经济开发区，简称北岸开发区。设立于1996年，2002年改设秀屿区，2007年重新挂牌以推进滨海新城建设，促进港城崛起为主要任务。下辖东埔镇、忠门镇、山亭镇三个镇，38个村（社区），国土面积1370平方公里（含陆域面积120平方公里、海域面积1250平方公里），海岸线长约75公里。

## 交通

### 海运
湄洲湾北岸经济开发区辖区内下辖东吴港区，由罗屿、东吴、盘屿3个作业区和湄洲岛作业点组成，拥有东南沿海首座30万吨级铁矿石专用接卸泊位码头。